# Knieperstraße (Stralsund)
Die Knieperstraße im Stadtgebiet Altstadt in Stralsund ist eine Stadtstraße. Sie gehört zum Kerngebiet des UNESCO-Welterbes mit dem Titel Historische Altstädte Stralsund und Wismar. Die Knieperstraße verbindet den Alten Markt mit dem Fährwall bzw. dem Olof-Palme-Platz am Kniepertor; die Schillstraße kreuzt die Knieperstraße.
Die Straße erhielt ihren Namen von der Kaufmanns- und Ratsherrenfamilie Knep; ein Ratsherr Nicolas Knep wird im Jahr 1277 erwähnt.
Das Kniepertor entging nach der Entfestung Stralsunds in den 1870er Jahren nur knapp seiner Beseitigung; um dem stärker gewordenen Verkehr dennoch Rechnung zu tragen, wurde das angrenzende Giebelhaus Knieperstraße 14 abgerissen. Ab 1903 bis zur Einstellung des Betriebs fuhr die Straßenbahn durch die Knieperstraße und das Kniepertor.
Die heutigen Hausnummern wurden im 19. Jahrhundert vergeben.
In der Knieperstraße stehen 13 Häuser unter Denkmalschutz auf der Liste der Baudenkmale in Stralsund mit den Nummern 425 bis 437.
| Haus- nr. | Anmerkung | Baudenkmal Nr. | Bild |
| --------- | --- | -------------- | ---- |
| 01        | Das heutige Wohn- und Geschäftshaus, ein zweiachsiger Putzbau, war ursprünglich ein zweigeschossiges, in der zweiten Hälfte des 18. Jahrhunderts errichtetes Traufenhaus. In der Mitte des 19. Jahrhunderts wurde ein Geschoss aufgesetzt. Sowohl die Tür als auch die Fenster im ersten Obergeschoss weisen noch barocke Rahmungen, die Fenster im zweiten Obergeschoss und im Mezzanin jedoch Rundbogen auf. Die barocke Tür ist original erhalten. | 425            |      |
| 02        | Das zweigeschossige Traufenhaus wurde in der zweiten Hälfte des 18. Jahrhunderts errichtet. Das dreiachsige, verputzte Gebäude weist eine als flache Vorlage ausgebildete mittlere Achse auf; im Erdgeschoss befindet sich hier die von korbbogigen Pilastern gerahmte Portal mit seiner original erhaltenen, geschnitzten Tür aus der Erbauungszeit. | 426            |      |
| 03        | Das Giebelhaus mit seinem Volutengiebel mit Segmentbogenabschluss wurde in der Mitte des 18. Jahrhunderts errichtet. Es ist dreigeschossig und dreiachsig ausgeführt. Die Putzfassade wurde vereinfacht. Prägend sind neben dem Giebel auch der Mittelrisalit und das Hauptgesims. | 427            |      |
| 04        | Das Giebelhaus mit seinem Volutengiebel mit Segmentbogenabschluss wurde in der zweiten Hälfte des 18. Jahrhunderts errichtet, weist aber Reste einer mittelalterlichen Bausubstanz auf. Es ist dreigeschossig und dreiachsig. Das zweite Obergeschoss mit seinen Rechteckluken ist als Giebelsockel über den beiden unteren Vollgeschossen mit genuteten Lisenen ausgeführt. | 428            |      |
| 05        | In der Mitte des 18. Jahrhunderts wurde dieses dreigeschossige, dreiachsige Haus, das im Kern mittelalterlich ist, barock erneuert. Mitte des 19. Jahrhunderts wurde es wieder umgestaltet; die Putznutung im Erdgeschoss und der Dreiecksgiebel stammen aus dieser Umgestaltung. | 429            |      |
| 06        | Das zweigeschossige, dreiachsige Traufenhaus wurde um 1830 errichtet. Die Putzfassade des klassizistisch gestalteten Hauses zeigt eine Rustizierung im Erdgeschoss, geschosstrennendes Gesims und ein vorkragendes, auf Konsolen gelagertes Traufgesims. Die Haustür mit aufgelegter Rautengliederung ist erhalten. Mittig auf dem Dach sitzt ein Zwerchhaus. | 430            |      |
| 07        | Wohn- und Geschäftshaus an der Ecke zur Schillstraße. | –              |      |
| 08        | Das in Fachwerkbauweise errichtete Haus stammt aus der ersten Hälfte des 18. Jahrhunderts. Es ist zweigeschossig ausgeführt. Die Haustür stammt vom Beginn des 19. Jahrhunderts. In den Jahren 1992/1993 wurde das Haus rekonstruiert. | 431            |      |
| 09        | Das Haus, das mit seinem nördlichen Giebel an das Kniepertor grenzt, wurde im Jahr 1743 errichtet. Das zweigeschossige, verputzte Traufenhaus ist das ehemalige “Kleine Sankt-Jürgen-Hospital”, worauf ein Sandsteinrelief über dem Korbbogenportal mit rautengegliederter Haustür hinweist; das Relief stellt den Drachentöter St. Jürgen dar. | 432            |      |
| 10        | Kniepertor, eines von zwei erhaltenen Stadttoren der Stadt. Über dem Durchgang befindet sich eine Wohnung. | 718            |      |
| 12        | Das Eckhaus zur Schillstraße wurde im Jahr 1863 gebaut. Das dreieinhalbgeschossige Gebäude zeigt in der Hauptfassade Stockwerkgesims und einen Zinnenfries. Den östlichen Giebel dominiert der polygonale, mit reichem neugotischen Dekor versehene Erker im Obergeschoss. Im Hof des Hauses schließt sich ein zweigeschossiger Backsteinbau an, der einen mittelalterlichen Kern aufweist. | 433            |      |
| 15        | Das Eckhaus zur Schillstraße wurde 1903 errichtet und ist im Stil der Neorenaissance gestaltet. Die Fassade ist ziegelsichtig mit Putzgliederung gestaltet, drei Zwerchhäuser thronen auf dem dreigeschossigen Gebäude. Die Eckachse ist abgeschrägt und durch einen über dem Erdgeschoss beginnenden Erker geprägt. Ein Eingang zur Knieperstraße wurde in der Mitte der 1990er Jahre geschlossen. | 434            |      |
| 16        | Das dreigeschossige Traufenhaus mit seinem mittelalterlichen Kern wurde in der ersten Hälfte des 18. Jahrhunderts errichtet. Es weist im Erdgeschoss Putznutung auf. Die Gebäudekanten im Obergeschoss sind rustiziert. Die Dachgauben sind aus der Erbauungszeit erhalten. | 435            |      |
| 17        | Das Traufenhaus, das dreigeschossig und dreiachsig ausgeführt ist, wurde am Anfang des 18. Jahrhunderts durch Umwandlung eines mittelalterlichen Giebelhauses errichtet. Reste des mittelalterlichen Hauses sind in Form der Pilaster an der Mittelachse erhalten. Das Haus stand ab 1994 nur noch als Ruine; nur die Straßenfront, die Brandmauer zum Nachbarhaus Nr. 16 und der Hausbaum waren erhalten. Als „Stützenhaus“ war das Haus lange Zeit in der örtlichen Presse Gegenstand der Berichterstattung. Ab Juli 2010 wurde das Gebäude umfassend saniert und wiederhergestellt. | 436            |      |
| 20 a      | | –              |      |
| 20        | Das Eckhaus mit der Hauptfassade zum Alten Markt war ursprünglich ein zweigeschossiges Gebäude. Im Jahr 1866 wurde es um ein Geschoss aufgestockt, zudem wurde die Treppenhausachse an der Knieperstraße hinzugefügt; die Fassade wurde im Stil der Neorenaissance mit einem Gurtgesims und Stuckdekor versehen. Zum Alten Markt hin besitzt das Haus einen polygonalen Erker in den Obergeschossen. siehe Knieperstraße 20 | 437            |      |